# Rajon imeni Lazo
Il Rajon imeni Lazo (in russo Район имени Лазо?) è un distretto (rajon) del Territorio di Chabarovsk, nell'Estremo oriente russo.
Prende il nome da Sergej Lazo, importante leader comunista russo di origini moldave.